# Marianne Faithfull (álbum)
Marianne Faithfull es el segundo álbum de la cantante británica Marianne Faithfull, centrado por completo en composiciones pop, producido por Tony Calder. Fue publicado el 15 de abril de 1965 junto al álbum Come My Way por la discográfica Decca, y relanzado en CD el 29 de abril de 1989 acompañado de seis canciones como pistas adicionales.

## Grabación, antecedentes y composición
Debido al éxito generado por el sencillo "As Tears Go By", Decca buscaba que Marianne tenga un disco debut pop, mientras ella quería un disco de canciones folk. Incluso, aún después de que la discográfica sugiriera de hacer un álbum que contenga ambos géneros, Faithfull decide hacer dos álbumes separados a la vez.
Para la versión original del álbum se compusieron cinco canciones propias, siendo el resto canciones versionadas y adaptaciones.
"As Tears Go By", fue la primera composición del álbum, originalmente por Mick Jagger y Keith Richards, quienes habían sido obligados por Andrew Loog Oldham a escribirla. Se dice que llegó al punto de encerrarlos en una cocina hasta que lo lograran.  Finalmente consiguieron escribir "As Time Goes By"; mismo título de una canción de Dooley Wilson, por lo que Oldham propuso cambiar la palabra "Time" (tiempo) por "Tears" (lágrimas). Como la balada no se ajustaba a la imagen del grupo, el mánager decidió entregar la canción a Marianne, que también estaba a su cargo. En un principio se pensó publicarla como lado B, pero, al ver el éxito de la grabación, Decca decidió publicarlo como lado A. El sencillo debut alcanzó el puesto #4 en Inglaterra y el #22 en el Billboard Hot 100.
Las siguientes composiciones recibidas fueron por Jackie DeShannon. Según Tony Calder, su relación con ella sucedió cuando él estaba en Los Ángeles con Jimmy Page y una noche no pudo entrar a la habitación porque estaban teniendo sexo, así que les grito: "¡Cuando terminen, ¿podrían escribir una canción para Marianne?!". Así "Come and Stay with Me"  e " In my Time of Sorrow" fueron escritas. La última en compañía de Page.
Las últimas entregas fueron "What Have I Done Wrong?", escrita por Mike Leander bajo su seudónimo (actualmente su nombre real) Mike Farr, y "Paris Bells" escrita por Jon Mark, quien luego la acompañaría de gira en la guitarra.
Marianne tenía su propio escrito también: "Time Takes Time", un poema ajustado a la música de su amigo Barry Fantoni. 
Entre las versiones se encuentran: "If I Never get to Love You", escrita por Burt Bacharach y Hal David para Gene Pitney. "Downtown", escrita por Tony Hatch luego de su primera visita a New York e interpretada originalmente por Petula Clark. "Can't you Hear my Heartbeat?", escrita por Ken Lewis y John Carter, originalmente para Goldie and the Gingerbreads, pero convertida en un hit en enero del '65 por Herman's Hermits. "What Have They Done to the Rain?", escrita por la cantante blues norteamericana Malvina Reynolds, y "I'm a Loser", escrita por el dúo de compositores Lennon-McCartney.
Otras dos versiones fueron grabadas pero descartadas: "All My Trials", una canción folk tradicional, y "There But For Fortune" de Phil Ochs, que aunque nunca fue lanzada su versión de estudio, fue interpretada en el programa estadounidense "Shindig!" en compañía de Jon Mark en la guitarra.
Las otras canciones son adaptaciones. "He'll Come Back to Me", es una adaptación de Mike Leander de la canción francesa "A bientôt nous deux", escrita por Robert Gall para su hija France. " Plaisir d'amour", un romance francés, escrito en 1784 por Jean de Florian y musicalizada por Jean-Paul Martini, contiene arreglos de David Whittaker. "They Never Will Leave You" es una adaptación al inglés de "Emporte avec toi", un hit francés por el cantautor Jean-Jacques Debout. Y, por último, "This Little Bird" (que reemplaza "They Never Will Leave You" en la edición Americana), una adaptación de Jon D. Loudermilk basada en el monólogo de Val Xavier, personaje de la obra "Orpheus Descending" del dramaturgo Tennessee Williams, que habla sobre un pájaro que duerme en el viento y que solo toca el suelo cuando muere.

## Publicación
El álbum se publicó por primera vez junto a "Come my Way" en formato vinilo, tanto en monoaural como estéreo, el 15 de abril de 1965.  También, se publicó bajo un título alternativo en Reino Unido y Sudáfrica: "This Little Bird" (aunque contiene la lista de canciones original sin la canción del mismo nombre). En La versión estéreo, se incluye "As Tears Go By" en mono, porque así se la ha grabado en la mezcla final. Mientras que en la monoaural se puede diferenciar "In my Time of Sorrow", cuya mezcla tiene el efecto de doble voz.
El 29 de abril de 1989 se relanza en formato CD, acompañado de seis pistas extras: "Morning Sun", escrita por Leander y perteneciente al lado B del sencillo "This Little Bird"; "Greensleeves" y "The House of the Rising Sun", ambas canciones tradicionales con arreglos y producción de Oldham. La primera, lado B del sencillo "As Tears Go By", bajo la dirección musical de Harry Robinson. Y, la segunda, lado B del sencillo "Blowin' in the Wind", orquestada por David Whitaker (bajo supervisión de Oldham) y con coros del trío vocal The Ivy League. Extraído del extended play "Go Away from my World", "The Sha La La Song", una adaptación de Mike Leander de "À demain my darling", escrita por Robert Gall. Por último "Oh Look Around You", lado B del sencillo "Yesterday", y "I'd Like to Dial Your Number", lado B de "Counting", ambas escritas por Faithfull y dirigidas por Leander.
El 31 de julio de 2013 se relanza en forma limitada en formato SHM-CD, exclusivamente en Japón. Incluye el álbum en versión monoaural y estéreo (excepto "As Tears Go By" porque se ha grabado solo en mono) y 5 pistas adicionales en monoaural: "Morning Sun", "Go Away from my World", escrita por Mark, "The Most Of What Is Least", "Et Maintenant (What Now My Love?)" y "The Sha La La Song".

## Recepción y crítica
La revista Record Mirror le dio cuatro estrellas de cinco y escribió en su reporte, «Buenos y pulcros arreglos desde una variedad de tamaños y formas. A veces ella parece carecer de un poco de confianza, pero realmente todo eso se añade a su encanto. No es del gusto de todos, pero nos gustó. Curiosamente efectivo.»
Las ventas de este álbum, junto a "Come my Way", fueron fuertes y logró entrar al Top 30 el 5 de junio de 1965, donde se mantuvo una quincena alcanzando el puesto número 15. 
La versión americana apareció en las listas de Billboard y Cash Box. Su aparición en el Top 40 de Billboard fue el 14 de julio de 1965, donde se mantuvo por más de tres meses y su mejor posición fue la número 12. Fue el primer y único álbum en aparecer en el Top 40.
En la revista Cash Box, el álbum se posicionó en el número 40 de su lista final anual de 1965.

## Promoción

### Interpretaciones en directo
El 10 de agosto de 1964, Marianne se presentó en el sexto show del programa "The Beat Room", donde interpretó "As Tears Go By". El 2 de septiembre, volvió a interpretarla en "Top of the Pops", de Inglaterra, donde se retransmitió la actuación dos veces más en el mes.
El 23 de octubre, participó en "Ready Steady Go" y el 14 de diciembre en "The Beat Room", por segunda vez.
En 1965 se presentó en diversos programas de Inglaterra, Estados Unidos y Francia. El 19 de enero interpreta "As Tears Go By" en el segundo show de "Hallabaloo!", donde fue presentada y entrevistada por el alcanzó en puesto número 6. En Irlanda llegó al número 9.
representante de los Beatles, Brian Epstein. El primero de febrero participó del programa "Gadzooks! It's All Happening".
El 5 de febrero estrena e interpreta por primera vez el segundo sencillo del álbum, "Come and Stay With Me", en
el programa "Ready Steady Go!".
El 10 de febrero hizo su debut en la televisión estadounidense en el programa "Shindig!", para el cual grabó, desde Inglaterra, tres canciones: "As Tears Go By", que se transmitió ese mismo día, y dos
canciones del álbum "Come my Way", que se transmitirían una ese mismo mes y otra en junio.
El 22 de febrero vuelve a presentarse en "Gadzooks! It's All Happening" y el 25 interpreta "Come and Stay with Me" en "Top of the Pops", cuya performance se vuelve a transmitir dos veces en marzo.
El 6 de abril se presenta por segunda vez en "Hullabaloo!" e interpreta "Come and Stay With Me".
Junto a la orquesta de Mike Leander, el 13 de mayo se presenta en el programa radial de BBC, Saturday Club, e interpreta "Can't You Hear My Heartbeat", el sencillo "Come and stay with me" e "In my Time of Sorrow".
El 7 de julio interpreta un popurrí de "What Have They Done To The Rain?" y "As Tears Go By" y una performance separada para "Come and Stay With Me" en "Shindig!".
El 25 de julio vuelve a presentarse con la orquesta de Mike Leander al programa "Saturday Club", para promocionar el sencillo "Summer Nights" e interpreta "Paris Bells", del álbum.
El 4 de agosto, vuelve a presentarse en dicho programa para cantar "In My Time of Sorrow" y "Paris Bells". Y, el 14 de octubre interpreta una versión de Phil Ochs, "There But for Fortune" (descartada del álbum),
junto a Jon Mark en la guitarra. Esta performance vuelve a transmitirse en el 30 de diciembre.
Entre los meses de febrero y mayo de 1966, Marianne promociona el álbum en la televisión francesa. El 6 de febrero interpreta "Paris Bells" en "Paris Carrefour Du Monde". El 9 de febrero, "As Tears Go By" en "A Tous Vents".
El 18 de ese mismo mes interpreta "Come and Stay With Me" en "Music-Hall De France" y el 3 de mayo, en "Cravate Noire".
Durante la promoción del álbum sucesor, "North Country Maid", se volvieron a interpretar canciones de éste.
El 2 de mayo se presenta, desde Inglaterra, en el programa americano "Where The Action Is", donde interpreta "Can't You Hear My Heartbeat?". Y, vuelve a presentarse al mismo, el 11 de mayo, para cantar "As Tears Go By".
El 31 de mayo, vuelve al programa radial "Saturday Club" para promocionar el álbum "North Country Maid" y el sencillo "Tomorrow's Calling", e interpreta con la orquesta de Mike Leander "As Tears Go By".
El 5 de septiembre interpreta What Have They Done To The Rain? en el programa de Daniël Wayenberg.

### Sencillos
El primer sencillo estrenado fue "As Tears Go By", junto a "Greensleeves", una canción tradicional con arreglos y producción de Oldham y bajo la dirección de Harry Robinson, como lado B, lanzado el 26 de junio de 1964. Llegó al puesto número 9 en las listas británicas y al número 22 en el Billboard Hot 100 de los Estados Unidos. En Irlanza alcanzó el puesto número 9. Fue su primer sencillo y éxito, por lo cual fue interpretado muchas veces fuera de la promoción del álbum y reversionado por ella misma en 1987.
El 5 de febrero de 1965 se estrena el segundo sencillo, "Come And Stay With Me", con "What Have I Done Wrong" como lado B. Ambos producidos por Calder y bajo dirección de Mike Leander. Fue un éxito en Inglaterra, donde se posicionó en el puesto número 4. En Canadá, la revista CHUM lo posicionó en el número 31, y la revista RPM en el número 7. En los Estados Unidos, en la lista de Cash Box llegó al puesto número 32 y en Billboard al 26.
"This Little Bird" sólo se encuentra en la versión americana del álbum. El sencillo se estrenó el 30 de abril, junto con "Morning Sun" como lado B. Ambos bajo dirección de Leander y producción de Calder. En Inglaterra llegó a ser un Top 10, posicionándose en el número 6. En Irlanda, alcanzó al número 9. En los Estados Unidos llegó al número 32 en Billboard, recibiendo una muy buena crítica por parte de la revista. Mientras que en Cash Box se posicionó en el número 34. En Canadá logró posicionarse en el número 18 de la revista RPM, y en CHUM en el puesto 25. En Sudáfrica ingresó al Top 20, llegando al número 17.

## Lista de canciones
- Versión británica

Todas las canciones producidas por Tony Calder, excepto donde está indicado. La versión de «House of the Rising Sun» añadida como pista adicional en el CD de 1989 fue la publicada por Faithfull como lado B de su sencillo «Blowin' in the Wind» en 1964.

| Lado 1 |                               |                                             |               |          |  |
| N.º    | Título                        | Escritor(es)                                | Productor(es) | Duración |  |
| 1.     | «Come and Stay with Me»       | Jackie DeShannon                            |               | 2:27     |  |
| 2.     | «If I Never Get to Love You»  | Burt Bacharach, Hal David                   |               | 2:18     |  |
| 3.     | «Time Takes Time»             | Barry Fantoni, Marianne Faithfull           |               | 1:42     |  |
| 4.     | «He'll Come Back to Me»       | Claude-Henri Vic, Mike Leander, Robert Gall |               | 2:36     |  |
| 5.     | «Downtown»                    | Tony Hatch                                  |               | 2:48     |  |
| 6.     | «Plaisir d'amour»             | Trad. arr. David Whitaker                   |               | 2:35     |  |
| 7.     | «Can't You Hear My Heartbeat» | John Carter, Ken Lewis                      |               | 2:27     |  |

| Lado 2 |                                   |                                                 |                    |          |  |
| N.º    | Título                            | Escritor(es)                                    | Productor(es)      | Duración |  |
| 1.     | «As Tears Go By»                  | Mick Jagger, Keith Richards, Andrew Loog Oldham | Andrew Loog Oldham | 2:40     |  |
| 2.     | «Paris Bells»                     | Jon Birchell                                    |                    | 2:49     |  |
| 3.     | «They Never Will Leave You»       | André Popp, Jean-Jacques Debout                 |                    | 2:13     |  |
| 4.     | «What Have They Done to the Rain» | Malvina Reynolds                                |                    | 2:56     |  |
| 5.     | «In My Time of Sorrow»            | DeShannon, Jimmy Page                           |                    | 2:22     |  |
| 6.     | «What Have I Done Wrong»          | Leander                                         |                    | 1:56     |  |
| 7.     | «I'm a Loser»                     | Lennon-McCartney                                |                    | 2:17     |  |

| Pistas adicionales en el CD de 1989 |                                       |                   |               |          |  |
| N.º                                 | Título                                | Escritor(es)      | Productor(es) | Duración |  |
| 15.                                 | «Morning Sun»                         | Leander           | Tony Calder   | 3:09     |  |
| 16.                                 | «Greensleeves»                        | Trad. arr. Oldham | Oldham        | 2:48     |  |
| 17.                                 | «House of the Rising Sun» (Version 1) | Trad. arr. Oldham | Oldham        | 4:17     |  |
| 18.                                 | «The Sha La La Song»                  | Farr              | Leander       | 2:32     |  |
| 19.                                 | «Oh, Look Around You»                 | Faithfull         | Leander       | 3:06     |  |
| 20.                                 | «I'd Like to Dial Your Number»        | Faithfull         | Leander       | 2:54     |  |

- Versión estadounidense

| Lado 1 |                                   |                    |               |          |  |
| N.º    | Título                            | Escritor(es)       | Productor(es) | Duración |  |
| 1.     | «This Little Bird»                | John D. Loudermilk | Tony Calder   | 2:00     |  |
| 2.     | «I'm a Loser»                     |                    |               | 2:15     |  |
| 3.     | «What Have They Done to the Rain» |                    |               | 2:53     |  |
| 4.     | «In My Time of Sorrow»            |                    |               | 2:20     |  |
| 5.     | «What Have I Done Wrong»          |                    |               | 1:50     |  |
| 6.     | «Come and Stay with Me»           |                    |               | 2:25     |  |

| Lado 2 |                              |              |               |          |  |
| N.º    | Título                       | Escritor(es) | Productor(es) | Duración |  |
| 1.     | «As Tears Go By»             |              |               | 2:35     |  |
| 2.     | «If I Never Get to Love You» |              |               | 2:15     |  |
| 3.     | «Time Takes Time»            |              |               | 1:40     |  |
| 4.     | «He'll Come Back to Me»      |              |               | 2:33     |  |
| 5.     | «Paris Bells»                |              |               | 2:45     |  |
| 6.     | «Plaisir d'amour»            |              |               | 2:34     |  |

## Historial de lanzamiento a nivel mundial
| País           | Fecha de publicación | Título             | Formato | Discográfica / Núm. cat.                        |
| -------------- | -------------------- | ------------------ | ------- | ----------------------------------------------- |
| Reino Unido    | 15 de abril de 1965  | Marianne Faithfull | Vinilo  | Decca LK 4689                                   |
| Australia      | 1965                 | Marianne Faithfull | Vinilo  | Decca LKA 4689 (mono)                           |
| Nueva Zelanda  | 1965                 | Marianne Faithfull | Vinilo  | Decca LKM 4689 (mono)                           |
| Alemania       | 1965                 | Marianne Faithfull | Vinilo  | Decca BLK 16355-P                               |
| Reino Unido    | 1965                 | This Little Bird   | Vinilo  | Decca LK 4706                                   |
| Sudáfrica      | 1965                 | This Little Bird   | Vinilo  | Decca LK 4706                                   |
| Estados Unidos | 1965                 | Marianne Faithfull | Vinilo  | London Records PS 423 (estéreo), LL 3423 (mono) |
| Canadá         | 1965                 | Marianne Faithfull | Vinilo  | London Records PS 423 (estéreo), LL 3423 (mono) |
| Uruguay        | 1965                 | Marianne Faithfull | Vinilo  | London Records LL 3423 (mono)                   |
| Italia         | 1966                 | Marianne Faithfull | Vinilo  | Derby DBL 8020                                  |
| Francia        | Septiembre de 1966   | Marianne Faithfull | Vinilo  | Decca LK 4.689                                  |
| Reino Unido    | 1984                 | Marianne Faithfull | Vinilo  | Decca DOA 3 MONO (820 114-1)                    |
| Reino Unido    | 29 de abril de 1989  | Marianne Faithfull | CD      | Deram 820 630-2                                 |
| Reino Unido    | 7 de marzo de 1994   | Marianne Faithfull | CD      | Polygram/Deram 820 630-2                        |
| Reino Unido    | 2 de mayo de 2000    | Marianne Faithfull | CD      | Deram 820 630-0                                 |
| Japón          | 5 de febrero de 2002 | Marianne Faithfull | CD      | Universal Music UICY-3297                       |
| Japón          | 21 de abril de 2002  | Marianne Faithfull | CD      | Universal Music UICY-3297                       |
| Japón          | 6 de agosto de 2013  | Marianne Faithfull | CD      | Universal Music 0577424                         |
| Japón          | 31 de julio de 2013  | Marianne Faithfull | SHM-CD  | Universal Music UICY-75677                      |

## Créditos y personal
| - Marianne Faithfull – voz principal - Jimmy Page – guitarra acústica - Earl Guest – piano - John Paul Jones – bajo - Bobbie Graham – batería - Dougie Wright – batería en «Come and Stay with Me». - The Breakaways: Margo Quantrell, Vikki Haseman, Jean Ryder – coros, cuerdas y oboe - David Whittaker – arreglos - Jon Mark – arreglos - Mike Leander – arreglos, mezcla y dirección | - Peter Hitchcock – ingeniero - Gus Dudgeon – ingeniero - Jim Sullivan – guitarra - Martin Haines – ingeniero - Tony Calder - producción - Andrew Loog Oldham - producción en «As Tears Go By» - David Bailey – fotografía - Gered Mankowitz – fotografía - Chris O'Dell – diseño - Andy Wickham - notas |